# Kim Viljanen
Kim Viljanen (* 4. Dezember 1981 in Vantaa) ist ein finnischer Dartspieler.

## Werdegang
Bereits im Alter von 16 Jahren gewann Kim Viljanen 1999 den Juniorenwettbewerb des WDF World Cup in Durban. Sechs Jahre später gelang ihm mit dem finnischen Team der Sieg bei den Senioren, als er zusammen mit Jarkko Komula, Ulf Ceder und Marko Pusa Australien mit 9:8 im Finale besiegte. Auf der neu geschaffenen Pro-Tour der Scandinavian Darts Corporation (SDC) war er von Beginn an dabei und konnte 2014 sein erstes Event gewinnen. Zudem konnte er sich über den skandinavischen Qualifier für die Weltmeisterschaft der PDC qualifizieren. Bei der PDC World Darts Championship 2015 schied er jedoch in der Vorrunde gegen den Deutschen Sascha Stein mit 1:4 aus. 2015 gewann der Finne auf SDC-Pro-Tour insgesamt drei Turniere und trat, wie auch im Folgejahr, zusammen mit Marko Kantele für Finnland beim World Cup of Darts 2015 an. Bei seiner zweiten WM-Teilnahme 2016 gewann er in der Vorrunde gegen den Niederländer Sven Groen mit 2:1, ehe er Kevin Painter in der nächsten Runde mit 0:3 unterlag. 2016 nahm er an den European Darts Open teil und qualifizierte sich über die skandinavische Rangliste  zum dritten Mal in Folge für eine Weltmeisterschaft der PDC. In der Vorrunde setzte er sich gegen den Kanadier Ross Snook durch und schied danach gegen Michael van Gerwen chancenlos mit 0:3 aus.
2017 folgten weitere Turniersiege auf der neu geschaffenen Nordic & Baltic Tour und eine weitere Teilnahme am World Cup of Darts 2017. Bei den Austrian Darts Open spielte Viljanen stark auf und konnte nach Siegen über den Polen Krzysztof Ratajski, den Schotten Peter Wright, sowie mit einem 6:2-Sieg im Achtelfinale über Chris Dobey bis ins Viertelfinale einziehen. Dort verlor er schließlich gegen Joe Cullen. Über die Nordic & Baltic Tour konnte sich Viljanen auch für die PDC World Darts Championship 2018 qualifizieren. Allerdings unterlag er Alan Norris mit 0:3 chancenlos. Beim World Cup of Darts 2018 konnten Viljanen und Kantele erstmals das Achtelfinale erreichen. Im März 2019 war Viljanen wieder auf der European Darts Tour vertreten als er an den German Darts Championship teilnahm. Jedoch schied er in seinem ersten Spiel gegen den Niederländer Ron Meulenkamp aus. 2020 hätte er sich als Zweiter der Nordic & Baltic Tour Order of Merit für die PDC World Darts Championship 2021 qualifiziert. Er musste jedoch seine Teilnahme aufgrund von gesundheitlichen Gründen absagen.
Im Juni 2024 gewann Viljanen das Finnish Masters, ein Ranglistenturnier der WDF, indem er im Halbfinale Bradley Kirk besiegte und im Finale Johan Engström mit 5:3 ausschaltete.

## PDC-Weltmeisterschaft
- 2015: Vorrunde (1:4-Niederlage gegen  Sascha Stein)
- 2016: 1. Runde (0:3-Niederlage gegen  Kevin Painter)
- 2017: 1. Runde (0:3-Niederlage gegen  Michael van Gerwen)
- 2018: 1. Runde (0:3-Niederlage gegen  Alan Norris)